# Chieri
Chieri (piemontesisch Cher) ist eine Gemeinde in der Metropolitanstadt Turin in der italienischen Region Piemont.

## Lage und Einwohner
Chieri liegt 17 km südöstlich von Turin. Der Stadt liegt auf einer Höhe von 305 m s.l.m. und hat 35.831 Einwohner (Stand 31. Dezember 2023).
Die Nachbargemeinden sind Baldissero Torinese, Pavarolo, Montaldo Torinese, Pino Torinese, Arignano, Andezeno, Pecetto Torinese, Riva presso Chieri, Cambiano, Santena und Poirino.

## Geschichte

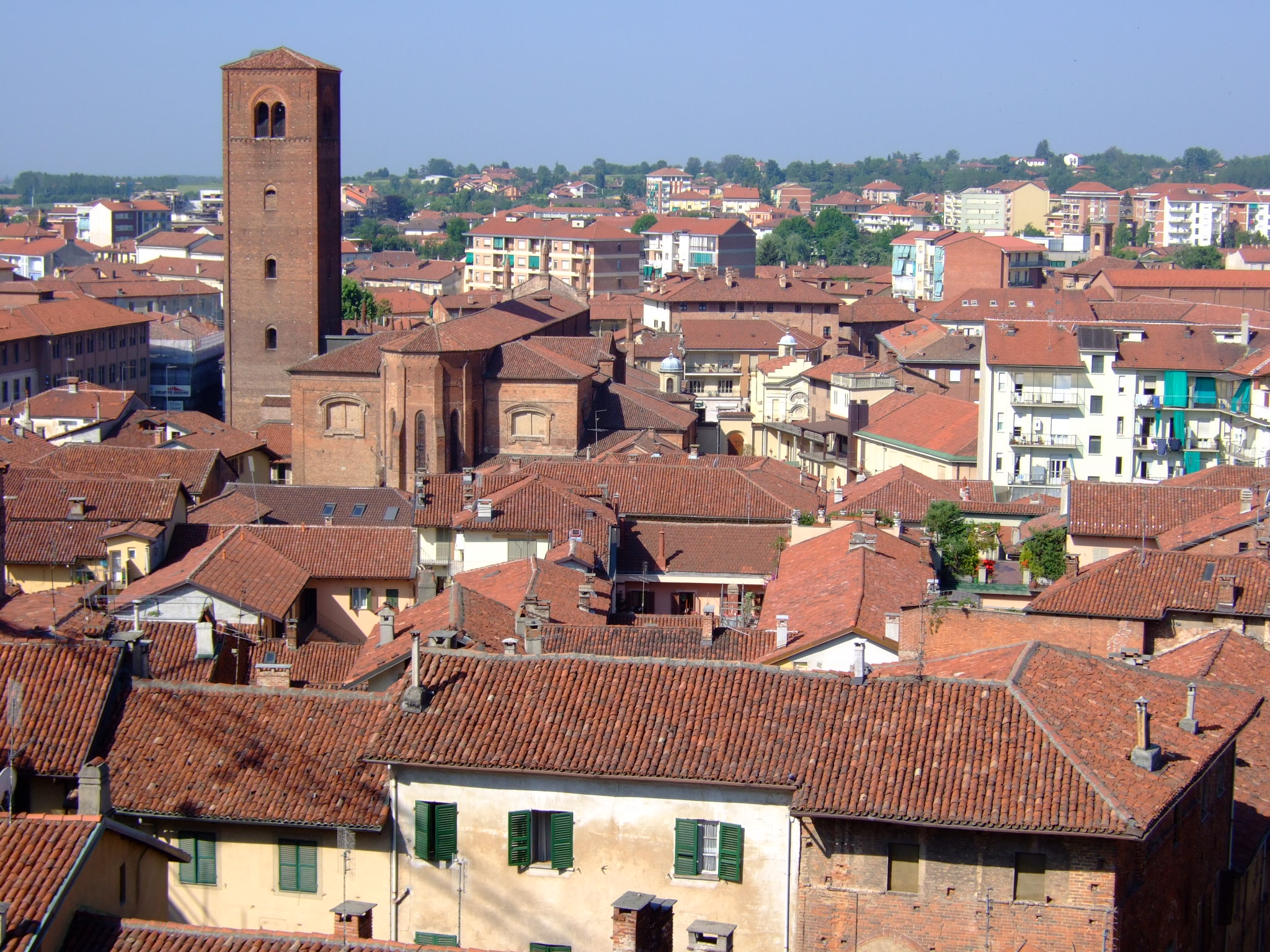
Zentrum von Chieri

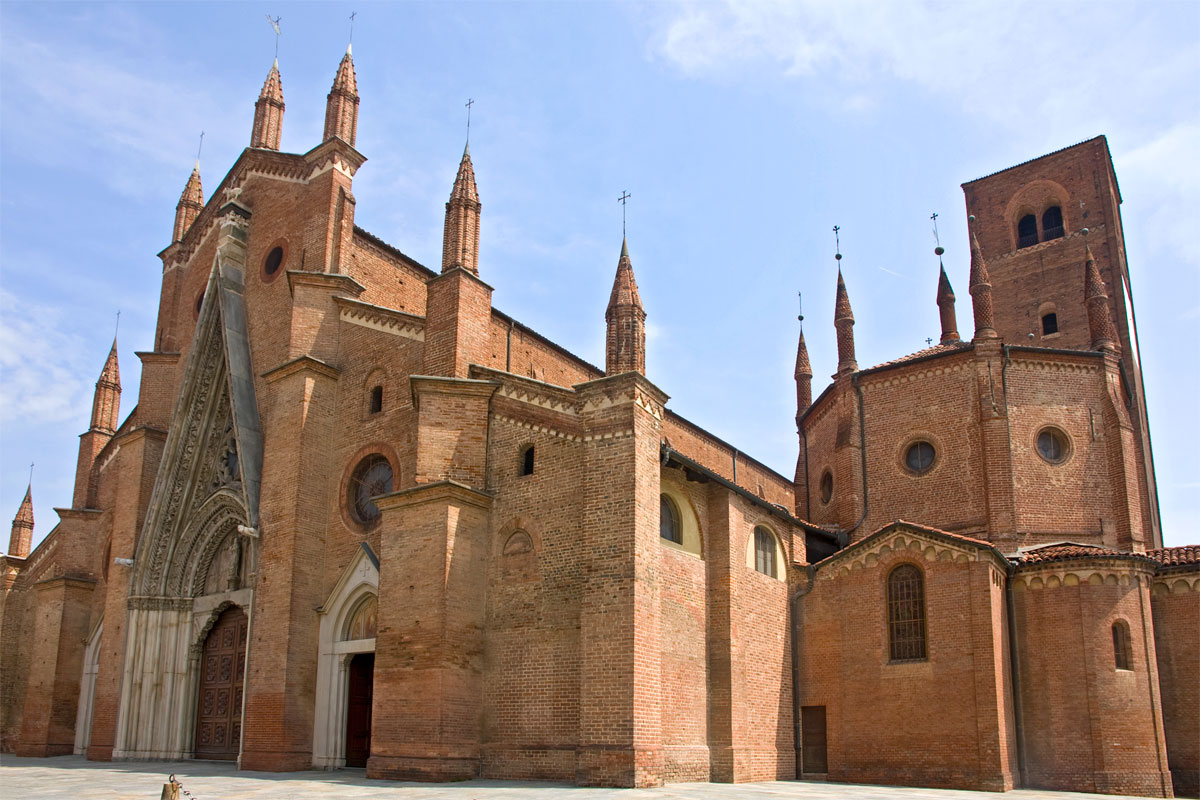
Dom Santa Maria

Chieri wurde im 9. und 10. Jahrhundert von den Bischöfen in Turin kontrolliert und wurde im 11. Jahrhundert unabhängig. 1347 unterwarf es sich freiwillig dem Grafen Amadeus VI. von Savoyen, um sich vor dem Markgrafen von Montferrat zu retten. Endgültig fiel es im 16. Jahrhundert an Savoyen. 1785 wurde Chieri ein Fürstentum unter dem Herzog von Aosta.

## Sehenswürdigkeiten
Der gotische Dom Santa Maria della Scala mit Baptisterium gehört zu den größten im Piemont und entstand in den Jahren 1405 bis 1436 auf den Fundamenten einer älteren Kirche.

## Wirtschaft
Chieri war ein frühes Zentrum für Handel und Manufaktur. Heute wird noch Weinbau betrieben. Ein Rotwein mit dem Namen Freisa di Chieri wird hier angebaut. Siehe hierzu auch den Artikel Weinbau in Italien.

## Städtepartnerschaften
Chieri hat Städtepartnerschaften geschlossen mit
- Épinal in Lothringen
- Nanoro
- Tolve in der Basilikata

## Persönlichkeiten
- Matteo Gribaldi (1500–1564), Jurist und Theologe
- Caterina di Balbiano (1670–1719), piemontesisch-sächsische Adlige, Madame de Brandebourg
- Marco Aurelio Balbis Bertone (1725–1789), römisch-katholischer Geistlicher und Bischof von Novara
- Giuseppe Avezzana (1797–1879), General
- Giuseppe Benedetto Cottolengo (1786–1842), römisch-katholischer Priester und Heiliger
- Giovanni Perrone (1794–1876), römisch-katholischer Theologe, Jesuit und Dogmatiker
- Magdalena Morano (1847–1908), römisch-katholische Ordensschwester und Lehrerin
- Luisa Monti Sturani (1911–2002), Schriftstellerin und Lehrerin
- Mario Ghella (1929–2020), Radrennfahrer
- Roberto Rosato (1943–2010), Fußballspieler